# フォックストロット
フォックストロット（英: foxtrot）は、4分の4拍子または2分の2拍子の社交ダンス。現在もアメリカンスタイル社交ダンスの1種目として踊られており、航空無線での通話表・フォネティックコードでは「F」を示す用語として有名である。「フォックス」と略されることもある。

## 呼称およびスタイルの種類
これの別スタイルバリエーションのダンスに、クイックリズムダンス(Quick Rhythm dance)、クイックステップ(Quickstep)、ツーステップ(Two step)がある。
- フォックストロット

米国では、競技スタイルと社交スタイルの双方でこの呼称を使い続けている。
- クイックステップ

それまでの競技種目だったワンステップに代わって採用され、1927年のスター選手権大会で、クイックフォックストロット＆チャールストン(Quick Foxtrot and Charleston)と改名され、その後のICBCブリティッシュプロフェッショナル選手権でクイックステップに改名されている。
- クイックリズムダンス

競技でないソーシャルスタイルのフォックストロットの呼称として、英国などで採用されている。
- ツーステップ

アメリカンカントリーダンスの1種目として、チャールストンと組み合わさらなかったものが、今日でも踊られている。
- スローフォックストロット

英国で1929年頃、フォックストロットのテンポを遅くして、スローなワルツのムーブメントも取り入れられて作られ、フォックストロットとは別物の新たな踊りが誕生した。

## 歴史
19世紀末、アメリカでジャズの前身であるラグタイムと呼ばれる音楽が生まれ、これに合わせて生まれたダンスの中の一つがフォックストロットである。
1913年にハリー・フォックス(Harry Fox) が、自らがマネージャーを務めていたダンスホールに於いて、自らの名を冠したダンスを発表する。これ以前にも、ターキートロット(Turkey trot)やバニーホッグ(Bunny Hug)などの動物の名を冠するダンスが流行っていたが、この踊りは狐(fox)の動きとは関係がない。当時のフォックストロットは、今日のクイックステップやジルバに近い、スピーディーでアクションの激しいダンスだった。
以前からあったワンステップ(One Step)は、ステップの拍の取り方が基本的に一定だったため、ジャズなどの新しい音楽のシンコペーションに対応することが出来ず、これに取って代わるように (slow, slow, quick, quick.) と早い拍と遅い拍の組み合わせを持ったフォックストロットが進化し、米国で流行した。さらに同時期の流行ダンスのチャールストン(Charleston)とも組み合わさることで、欧州でも流行する。

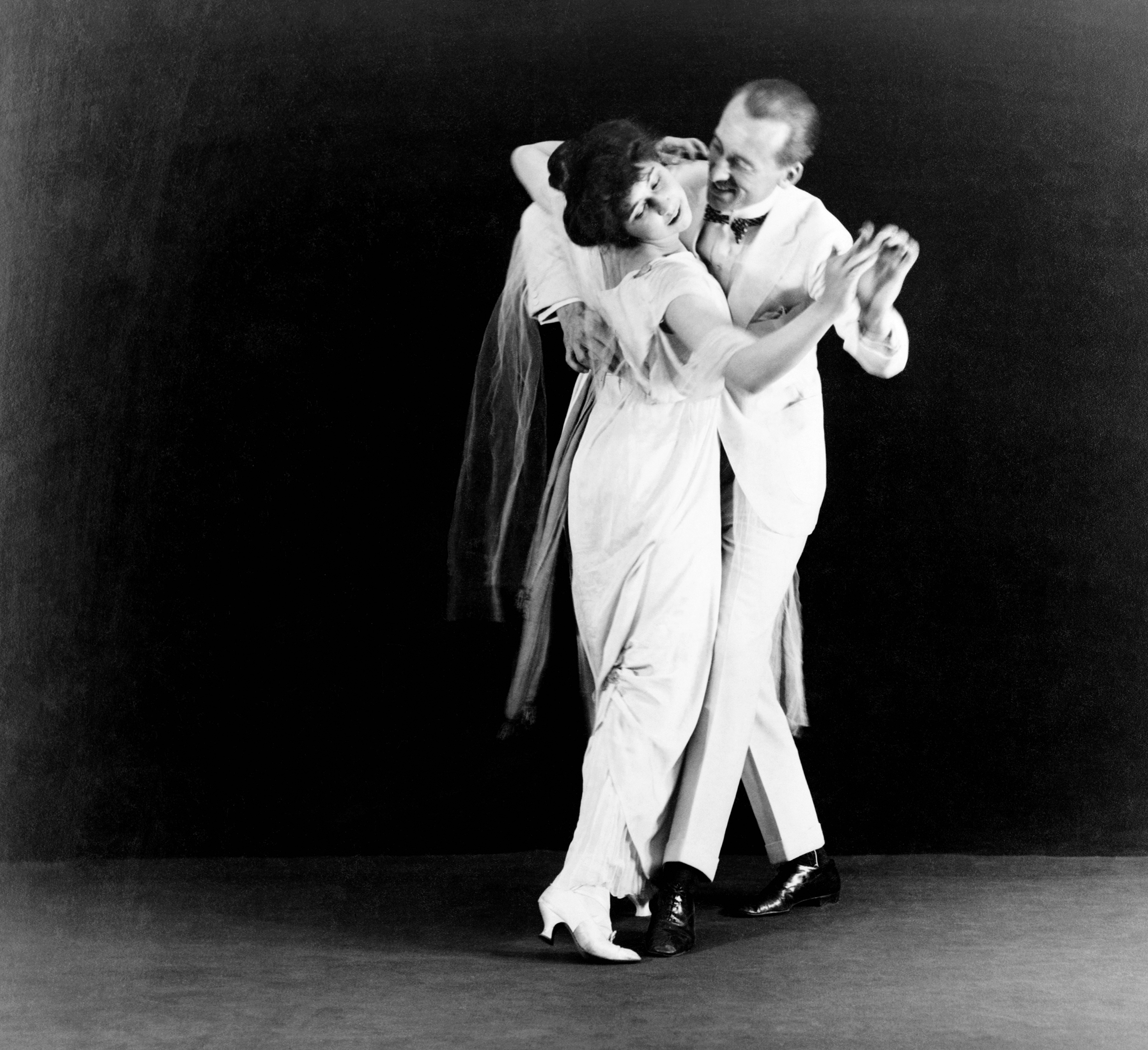
Vernon and Irene Castle, c. 1910-1918.

1912年、カッスル夫妻はそれまでの小走りのダンスに日常的な歩行の動きをプラスし、「カッスルウォーク」という歩行中心のスタイルを考案し注目を集めた。この踵と爪先を使うステップは、当時の多くのダンス（ワルツなど）にも影響をあたえたが、ワンステップとその発展系のフォックストロットが特に恩恵を受けている。フォックストロットが一時の流行の若者の激しいダンスで終わらなかったのは、この歩行ムーブメントのおかげであった。「カッスル夫妻」（原題：The Story of Vernon and Irene Castle）の物語は、フレッド・アステアとジンジャー・ロジャースの共演で映画化されている。